# Сикайн (город)

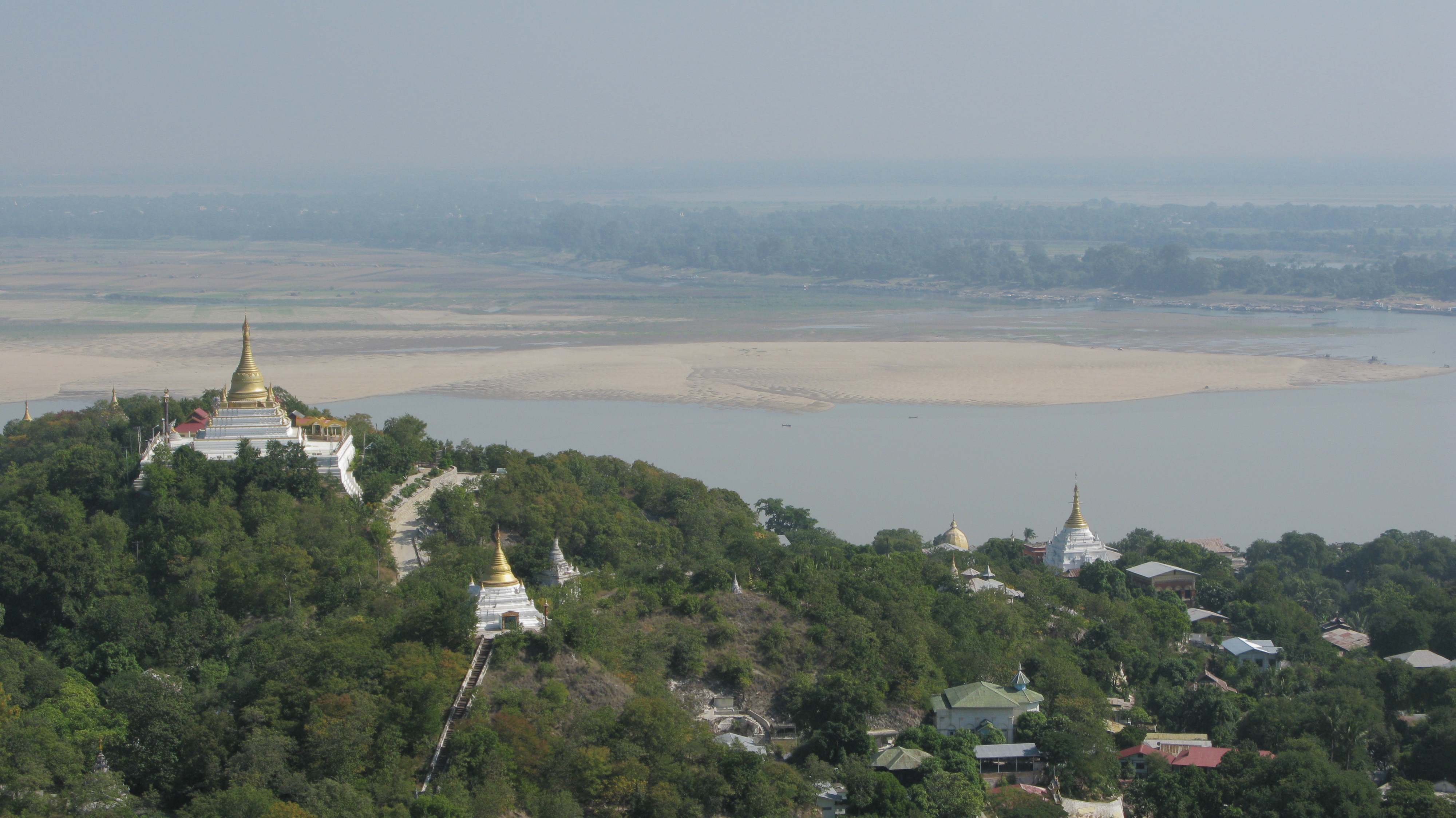
Река Иравади с сагайнского холма

Сика́йн (Сагайн, бирм. စစ်ကိုင်းမြို့) — город в Мьянме с населением 300 тыс., столица административного округа Сикайн. Расположен на реке Иравади в 22 км от города Мандалай на другой стороне реки. Прямо напротив Сикайна расположен город Ава, соединённый с Сикайном большим мостом.

## История
Город имеет древнюю историю. После разгрома монголами Паганского царства Сикайн в 1315 году стал столицей независимого государства, которое в условиях политического вакуума быстро приобрело силу на территории Мьянмы. После разгрома царства в 1364 шанскими племенами царь Тхадо Минбья перенёс столицу на другую сторону реки в город Аву.
В 1659—1661 гг. в Сикайне был интернирован последний император китайской династии Мин, Чжу Юлан, со своим двором.
В период 1760—1764 Сикайн снова стал столицей на короткое время.
Город известен большим количеством пагод и буддийских монастырей, и его даже сравнивают с Паганом. Он до сих пор сохранает свою значимость для буддистов. Британцы построили 16-пролётный мост, и Сикайн стал соединён с Авой и Мандалаем. Популярный туристический центр.
В Сикайне производился лучший шёлк для лонджи.

## Достопримечательности
- Статуя Будды Лаукун Сектуар в провинции Сикайн, достигающая 116 метров в высоту. Статуя была возведена без помощи строительных кранов.
- Форт Табьедан — последнее укрепление бирманцев в англо-бирманской войне. Был легко взят англичанами по причине несопоставимого технического превосходства.
- Сикайнская ступа Каунмудо-Пайя — огромная полусфера высотой 46 метров, выполненная подобно ступе Махасети в Шри-Ланка, воспроизводит согласно легенде идеальной формы грудь бирманской царицы. Ступа окружена уникальным храмовым комплексом.
- Тупайон-Пайя построена королём Нарапати в 1444.
- Аунмьелока-Пайя неподалёку от Тупайон-Пайя, эту пагоду построил царь Бодопайя в 1783.
- Многочисленные пагоды и монастыри.